# Stazione di Algeciras
La stazione di Algeciras (in spagnolo Estación de Algeciras) è la principale stazione ferroviaria di Algeciras, Spagna.